# Mont Paget
Pour les articles homonymes, voir Paget.
Le mont Paget est le plus haut sommet de Géorgie du Sud. Il fait partie de la chaîne d'Allardyce et culmine à 2 935 mètres d'altitude. C'est aussi le point culminant des territoires d'outre-mer du Royaume-Uni. Néanmoins, un sommet encore plus élevé, le mont Hope, se trouve dans les revendications du Territoire antarctique britannique.
La première ascension fut réalisée le 30 décembre 1964 par trois membres de l’expédition militaire anglaise Combined Services Expedition dirigée par le commandant Malcolm Burley.

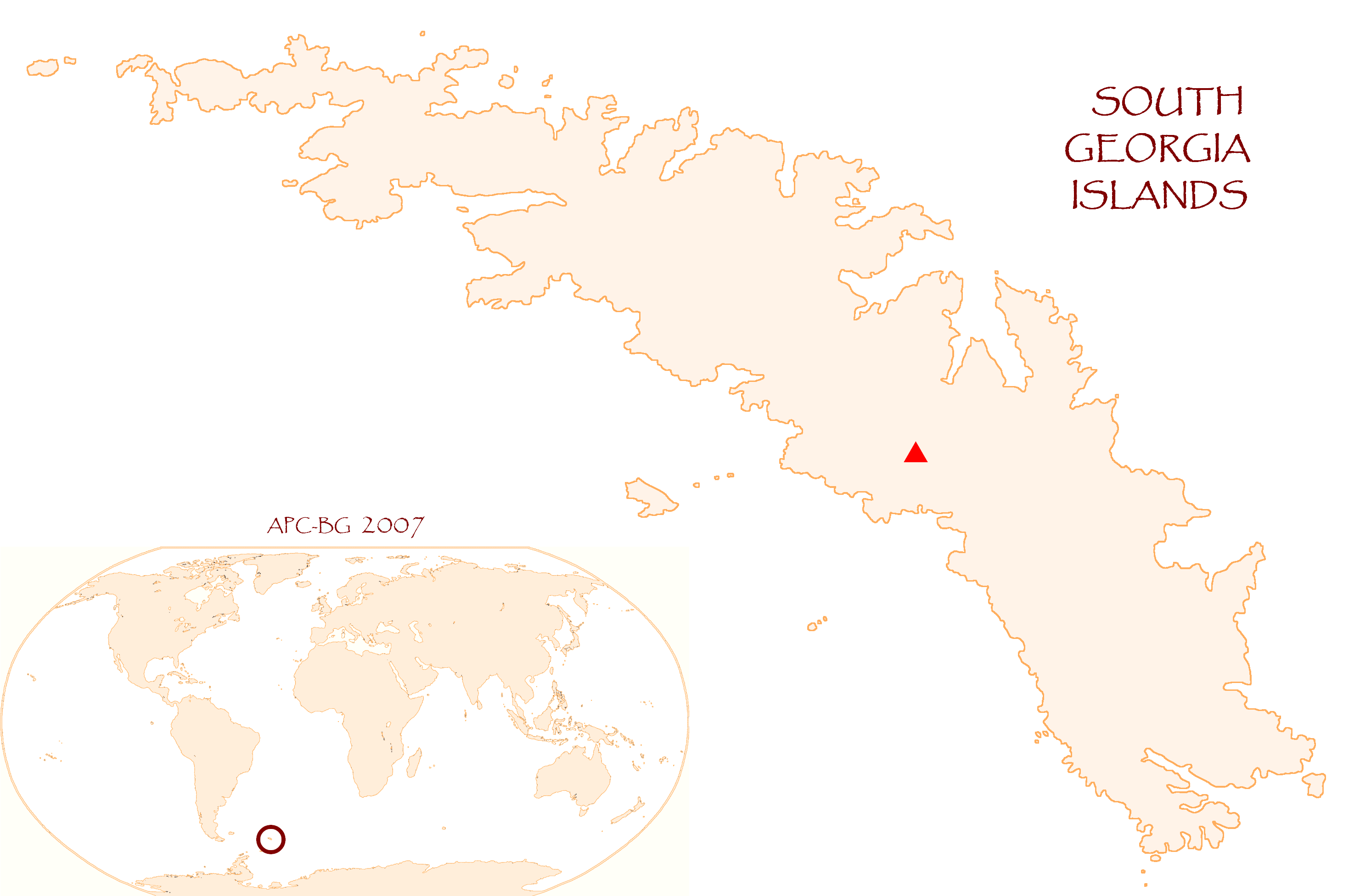
Carte de localisation du mont Paget.